# Teinobasis dominula
Teinobasis dominula là một loài chuồn chuồn kim trong họ Coenagrionidae.
Teinobasis dominula được Lieftinck miêu tả khoa học năm 1937.